# توزلوبینو
توزلوبینو (به لاتین: Tuzlubino) یک منطقهٔ مسکونی در روسیه است که در باشقیرستان واقع شده‌است.